# Kanton Dreux-Est
Dreux-Est is een voormalig kanton van het Franse departement Eure-et-Loir. Het kanton maakte deel uit van het arrondissement Dreux. Het werd opgeheven bij decreet van 24 februari 2014, met uitwerking op 22 maart 2015.

## Gemeenten
Het kanton Dreux-Est omvatte de volgende gemeenten:
- Charpont
- Cherisy
- Dreux (deels, hoofdplaats)
- Écluzelles
- Germainville
- La Chapelle-Forainvilliers
- Luray
- Mézières-en-Drouais
- Ouerre
- Sainte-Gemme-Moronval